# Jean-Pascal Labille
Jean-Pascal Labille (Villers-Semeuse, 23 febbraio 1961) è un politico belga.

## Biografia
Labille è laureato in ingegneria commerciale (Hautes Etudes Commerciales (HEC) presso l'Università di Liegi (ULg), 1985) e inizialmente ha lavorato come revisore contabile aziendale nella società di Michel Daerden (PS). A partire dal 1996 insegna all'Università HEC di Liegi, prima di diventare direttore della Federazione delle compagnie di assicurazione sanitarie socialista di Liegi (oggi Solidaris). Nel 2008 ha assunto la presidenza dell'Associazione nazionale dei fondi di assicurazione sanitaria socialista e contemporaneamente ha ricoperto diversi altri mandati in istituzioni pubbliche o semi-pubbliche (RTBF, Hôpital universitaire Liège (CHU), Société d'investissement wallonne (SRIW), P&V Assurance, ...).
Il 17 gennaio 2013, è succeduto a Paul Magnette (PS), che ha assunto la presidenza del Partito Socialista, come ministro federale delle Imprese pubbliche e della cooperazione allo sviluppo nel governo sotto il primo ministro Elio Di Rupo (PS).